# 나이트 닥터
《나이트 닥터》(Night Doctor, ナイト・ドクター 나이토도쿠타[*])는 2021년 6월 21일부터 매주 월요일 저녁 9시부터 9시 54분까지 후지 TV계 후지 TV 월요일 밤 9시 드라마로 편성된 일본 드라마. 주연은 이번 작품이 게츠쿠 처음 주연 작품이 된 하루
야간 구급 전문의 나이트 닥터로서 소집된 의사들의 청춘 군상 의료드라마.
오오키타 하루카의 오리지널 작품으로 주야 완전 교대제을 실험적으로 도입한 병원을 무대로, 개성 넘치는 의사들이 삶과 마주하는 성장 드라마

## 개요
2024년도부터 시행되는 의사 근무 방식 개혁이 의료계를 고민에 빠지게 만들었다.
연간 960시간까지 시간 외 노동이 근무의에게 적용되어, 심각한 인력 부족 문제가 발생한 일본의 구급 의료 현장.
수년 후에 적용될 개혁이지만, 혁신적인 대응책이 아직 만들어 지지 않았다.
이 작품에서는 "주야 완전 교대제"를 시험적으로 적용한 병원을 무대로, 야간 구급 전문의 나이트 닥터들의 이야기를 다루었다.

## 출연진

### 주요인물
아사쿠라 미츠키(朝倉美月)
배우 - 하루
환자 중심의 구급의. 언제라도 어떤 환자라도 무조건 받아들여야 된다는 신념을 가짐.
야간 전문 구급의 나이트 닥터 모집 소식을 듣고 자신의 신념과 일치한다는 생각에 지원하게 됨.
나루세 아키토(成瀬暁人)
배우 - 다나카 케이
미츠키와 정반대의 성격으로 예전에 미츠키와 같은 구급에서 근무하다 나이트 닥터의 결성으로 재회하게 된 선배 의사.
자기 잘난 맛에 살며 입이 험하고 자신에게도 타인에게도 엄격한 성격. 구급 현장에서 필요한 건 확고한 기술이라고 생각함.
미츠키의 환자 중심 사고와 매번 대립하지만 사실 예전에는 미츠키와 똑같이 환자만을 생각하는 의사였음.
후카자와 신(深澤新)
배우 - 키시 유타(King & Prince)
부모님을 일찍 여의고 병에 걸린 여동생을 혼자 돌보고 있음. 여동생을 치료하겠다는 생각에 의사가 되었음.
병원 내과 연수의였으며 구급 진단과에서 근무하는 동료가 고된 근무로 탈진하는 것을 보고 절대로 구급 전문의는 되지 았겠다고 마음 먹었으나
원장 선생님에게 나이트 닥터로서 근무하지 않겠나는 제안을 받고 오랜 기간 여동생의 편의를 봐준 병원을 위해 원장 선생님의 제안을 받아들임.
타카오카 유키호(高岡幸保)
배우 - 오카자키 사에 보관됨 2021-04-29 - 웨이백 머신
다른 사람들에게 고압적인 태도를 취하는 타카오카지만, 두뇌 회전이 빠르고 의사로서의 책임감도 겸비함.
하지만 일에만 자신의 인생을 허비하는 것을 극도로 싫어하여 워라벨을 중요하게 생각함.
어떤 힘든 일이 있어도 겉모습 치장에 몹시 신경쓰며 화려한 여성으로 보이기 위한 노력을 아끼지 않음.
사쿠라보 슌(桜庭瞬)
배우 - 키타무라 타쿠미
밝고 상냥한 성격으로 나이트 닥터 팀의 무드메이커적 존재.
연수의 시절 여러과를 전전하였기에 구급으로 온 중증 환자의 처치에 대해 제대로 알지 못하였고 처음 투입된 구급 현장에서 우왕좌왕함.
구급의가 되는 것이 꿈이었으나, 왜 지금까지 구급 현장에 서본 적이 없는가에 대해선 사쿠라보 자신의 문제와 가족의 문제가 얽혀있음.
혼고 토오루(本郷亨)
배우 - 사와무라 잇키
병원장의 요청으로 일본 최초의 나이트 닥터 지도의로 초빙됨.
뉴욕에서 야간 전문 구급의로서 활동하고 있던 중 일본에도 나이트 닥터가 필요하다는 병원장의 요청을 반강제적으로 받아들여 일본으로 돌아오게 됨.
"몇 명 남을지 알 수 없지만, 그래도 괜찮다면"이라고 말하며 일본 최초 나이트 닥터의 육성을 돕는 지도의를 마지못해 받아 들임.

## 스태프
- 극본 - 오오키타 하루카[5]
- 연출 - 세키노무 네노리[5], 사와다 켄사쿠[5], 아사미 마사시, 노다 유스케[6], 타카하시 유키
- 음악 - 토쿠다 마사히로
- 주제가
  - yama - Sleepless Night
  - eill - hikari
  - 코토네(琴音) - 당신은 살아있습니까(君は生きてますか)
  - Tani Yuuki - Over The Tim
  - 미우라 후가(三浦風雅) - Start
- 프로듀서 - 노다 유스케
- 제작 - 후지 TV

## 방송 일정
| 화                                                         | 방송일   | 원제                                                                      | 번역                                                                         | 연출            | 시청률 |
| ---------------------------------------------------------- | -------- | ------------------------------------------------------------------------- | ---------------------------------------------------------------------------- | --------------- | ------ |
| 제1화                                                      | 6월 21일 | 舞台は夜間救急! 性格も価値観もバラバラな 5人の医師たちの戦いが、今始まる! | 무대는 야간구급! 성격도 가치관도 서로 다른 의사 5인의 싸움이, 지금 시작된다! | 세키노무 네노리 | 13.4%  |
| 제2화                                                      | 6월 28일 | 夜に訪れるコンビニ受診患者の真実!?                                        | 밤에 온 편의점 진찰환자의 진실!?                                             | 세키노무 네노리 | 10.6%  |
| 제3화                                                      | 7월 5일  | 無保険患者が抱える不公平な現実とは?                                       | 무보험 환자가 안고 있는 불공평한 현실은?                                     | 세키노무 네노리 | 11.7%  |
| 제4화                                                      | 7월 12일 | 女の戦い勃発!? 壊れゆく2人の関係!                                         | 여자들의 싸움 촉발!? 부서져 가는 둘의 관계                                   | 사와다 켄사쿠   | 12.4%  |
| 제5화                                                      | 7월 19일 | 明かされる 成瀬が抱える過去の秘密!!                                       | 밝혀지는 나루세가 안고 있던 과거의 비밀                                      | 사와다 켄사쿠   | 10.4%  |
| 제6화                                                      | 8월 9일  | 後半戦突入！災害現場で起きた事故の真相とは！？                            | 후반전 돌입! 재난 현장에서 생긴 사고의 진실이란!?                            | 아사미 마사시   | 10.2%  |
| 제7화                                                      | 8월 16일 | 覆せないレッテル!? すれ違う価値観!                                        | 뒤집을 수 없는 평가!? 어긋나는 가치관                                        | 세키노무 네노리 | 11.1%  |
| 제8화                                                      | 8월 23일 | 衝撃の決断！オペの中止！？                                                | 충격적 결단! 수술 중지!?                                                     | 노다 유스케     | 9.5%   |
| 제9화                                                      | 8월 30일 | 衝突する5人! 異なる価値観が交錯する                                       | 충졸하는 5인! 서로 다른 가치관이 교착하다                                    | 타카하시 유키   | 9.1%   |
| 제10화                                                     | 9월 6일  | 突如襲う、停電！無事に朝を迎えられるのか！？                              | 갑작스런 습격, 정전! 무사히 아침을 맞이할 수 있을까!?                        | 사와다 켄사쿠   | 11.4%  |
| 최종화                                                     | 9월 13일 | ついに最終回！突然の解散宣言！彼らの答えとは！？                          | 드디어 마지막회! 갑작스런 해산선언! 그들이 내린 답은!?                       | 세키노무 네노리 | 12.5%  |
| 평균시청률 11.1% (시청률은 간토 지방·비디오 리서치사 조사) |          |                                                                           |                                                                              |                 |        |

- 제1화는 저녁 9시부터 10시 24분까지 30분 연장 방송.
- 제2화는 저녁 9시부터 10시 9분까지 15분 연장 방송.
- 제6화는 도쿄 올림픽 중계로 2주간 결방 후 8월 9일 방송.

## 회차별 줄거리
※ 채널W 공식 홈페이지 내 정보를 바탕으로 작성하였음.
| 번호 | 제목         | 방송 날짜 (후지 TV) | 방송 날짜 (채널W) | VOD   |
| --- | ------------ | ------------------- | ----------------- | ----- |
| 1 | "Episode 1"  | 6월 21일            | 7월 20일          | 채널W |
| 병원 직원들의 근무방식을 개혁하고자 하쿠오카이 그룹이 '아사히 카이힌 병원'에 야간 근무 전문 응급의 팀인 '나이트 닥터'를 개설하게 됐다. 의사인 아사쿠라 미츠키는 새로운 직장으로 나이트 닥터를 선택한다. 근무 첫날, 미츠키 이외에 후카자와, 나루세, 사쿠라바, 타카오카 5명의 의사가 모인다. 5명의 지도의는 혼고. 혼고는 자신의 지도에 따라올 수 있는 사람만 따라오라고 엄격한 태도를 보인다.                                              |              |                     |                   |       |
| 2 | "Episode 2"  | 6월 28일            | 7월 27일          | 채널W |
| 다이스케의 바람을 목격한 아사쿠라가 평소와 다르다는 걸 나이트 닥터 동료들이 눈치챈다. 나루세는 일터에 사적인 감정을 끌고 오지 말라고 충고한다. 그날 밤, 혼고는 후카자와, 타카오카, 아사쿠라에게 내원 환자 진료 업무 지시를 내린다. 아사쿠라의 진료실에 모자를 쓴 한 남자가 찾아왔는데 그 남자는 바로 아사쿠라의 아버지였다. 경증환자가 쉽게 찾아오는 곳이 아니라며 아사쿠라는 화를 냈고 옆 진료실에 있던 아유카와 모자가 이를 듣게 된다. |              |                     |                   |       |
| 3 | "Episode 3"  | 7월 5일             | 8월 3일           | 채널W |
| 아사쿠라가 환자에게 공격당하는 일이 생긴다. 사쿠라바는 환자를 떼어내려고 달려들다가 어깨를 다친다. 다행히 상처는 깊지 않았고 환자는 나루세, 후카자와에게 끌려나간다. 이 일은 '하쿠오카이' 회장이자 사쿠라바의 엄마인 레이코에게도 전해진다. 갑자기 병원 응급센터에 나타난 레이코는 아들의 몸을 걱정하며 사쿠라바에게 영국으로 유학 가라고 선언한다.                                                                                      |              |                     |                   |       |
| 4 | "Episode 4"  | 7월 12일            | 8월 10일          | 채널W |
| 이송된 여성 환자를 아사쿠라와 사쿠라바, 타카오카가 맡게 된다. 구급대원에게 환자의 연인이 같이 왔다는 얘길 들은 타카오카는 놀란다. 같이 온 연인이 바로 타카오카의 연인, 호쿠토였기 때문이다. 호쿠토는 가게 홍보를 위해 인플루언서인 하나조노를 이용했을 뿐인데 하나조노가 멋대로 교제하고 있다고 착각하는 거라고 타카오카에게 설명한다.                                                                                                   |              |                     |                   |       |
| 5 | "Episode 5"  | 7월 19일            | 8월 17일          | 채널W |
| 아사쿠라는 나루세가 고소당했다는 사실을 알게 된다. 그러나 그 상세한 내용을 나루세가 말해줄 리 없었다. 이후, 아사쿠라를 대하는 나루세의 태도는 더욱 차가워졌다. 환자를 치료할 때도 조금이라도 아사쿠라가 머뭇대면 나루세가 빼앗아 가고 말았다. 혼고가 후배를 기를 생각은 없냐고 나루세에게 묻지만 나루세는 자신이 처리하는 편히 확실하다며 고집을 굽히지 않는다.                                                                          |              |                     |                   |       |
| 6 | "Episode 6"  | 8월 9일             | 8월 24일          | 채널W |
| 공장 사고에서 복수의 중상자가 나왔다며 아사히 카이힌 병원에 닥터카 요청이 들어온다. 혼고는 아사쿠라, 나루세, 후카자와를 현장으로 보낸다. 후카자와가 무너진 자재 보관 장소에 갔더니 중상을 입은 작업자가 있었다. 치료할 자신이 없던 후카자와는 아사쿠라를 부른다. 아사쿠라는 작업자를 구하기 위해 자재 위로 올라가다가 현기증이 나서 그만 떨어지고 만다.                                                                                  |              |                     |                   |       |
| 7 | "Episode 7"  | 8월 16일            | 8월 31일          | 채널W |
| 타카오카에게 미팅에 같이 나가자는 얘기를 들은 아사쿠라는 관심 없다며 거절한다. 한편, 나루세는 의대 후배이자 뇌외과의인 사토나카를 병원에서 만난다. 나루세가 나이트 닥터로 일한다는 걸 알게 된 사토나카는 놀라움을 감추지 못한다. 미팅에 나간 타카오카와 마스다가 인원수가 부족한 점을 사과하고 있는데 갑자기 그 자리에 미팅을 거절했던 아사쿠라가 나타난다.                                                                              |              |                     |                   |       |
| 8 | "Episode 8"  | 8월 23일            | 9월 7일           | 채널W |
| 사토나카가 나루세에게 뇌외과로 오라고 권유하는 모습을 아사쿠라가 목격한다. 아사쿠라가 어떻게 된 거냐고 묻자 나루세는 뇌외과의 타카나시 부장에게도 뇌외과의가 되라는 권유를 받았다고 솔직하게 말한다. 하지만 나루세는 야쿠모 원장과 혼고가 나이트 닥터로서 자신을 받아들여 준 은혜를 갚아야 한다며 쉽게 결정을 내리지 못한다. |              |                     |                   |       |
| 9 | "Episode 9"  | 8월 30일            | 9월 14일          | 채널W |
| 아사쿠라는 병원에서 외출 허가를 받은 후카자와의 여동생 코코미와 코코미의 남자친구 유마, 후카자와와 함께 캠핑을 즐긴다. 그런데 병원으로 돌아온 코코미의 상태가 급변한다. 긴급 수술로 코코미는 안정을 되찾지만, 곧 퇴원할 수 있겠다는 희망을 품고 있을 때 발생한 코코미의 이변에 후카자와는 충격을 받는다. 이 일로 후카자와는 코코미의 병간호를 위해 나이트 닥터 일을 휴직하기로 한다.                                                     |              |                     |                   |       |
| 10 | "Episode 10" | 9월 6일             | 9월 28일          | 채널W |
| 어떤 환자라도 수용한다.' 이러한 아사히 카이힌 병원과 아사쿠라의 이념이 무너지는 일이 발생한다. 그날 아사쿠라는 호시자키로부터 흉부 대동맥 박리가 의심되는 남성 환자의 수용 의뢰를 받는다. 호시자키는 발병 이후 2시간이 지났다고 호소하지만, 혼고는 호시자기카 연락한 곳에서 이송하면 이송 중 환자가 사망할 수 있다며 수용 거부를 명령한다.                                                                                               |              |                     |                   |       |
| 11 | "Episode 11" | 9월 13일            | 10월 5일          | 채널W |
| 아사히 카이힌 병원의 나이트 닥터 5명은 혼고에게 팀이 해산하게 됐다는 사실을 전해 듣는다. 이것은 이미 이사회에서 결정된 사항이라 번복할 수 없는 상황이었다. 갑작스러운 소식에 나이트 닥터 팀은 충격을 받는다. 그러나 혼고는 이 해산을 매우 기쁘게 생각한다고 해서 5명은 의아해한다. 해산 소식을 들은 날 밤, 3건의 사고가 동시에 발생해 나이트 닥터들은 각자 따로 현장으로 향한다.                                                         |              |                     |                   |       |